# Hama bar Hanina
Hama bar Hanina fue un rabino que vivió en la Tierra de Israel en el siglo III (segunda generación de amoraim).

## Biografía
Al igual que su padre, Hanina bar Hama, dirigía una escuela en Seforis, y era muy conocido en los círculos de los halajistas.  Fue contemporáneo de Rabí Yochanan.
Los antepasados de Hama eran ricos y construyeron muchas sinagogas. En una ocasión, mientras visitaba las sinagogas de Lod con su colega Hoshaiah II, exclamó con orgullo: «¡Cuántos tesoros han hundido mis antepasados en estos muros!». A esto, Hoshaiah respondió: «¡Cuántas vidas han hundido aquí tus antepasados! ¿No había eruditos necesitados a los que ese tesoro habría permitido dedicarse por completo al estudio de la Ley?

## Enseñanzas
Se distinguió como aggadista, campo en el que ocupó una posición destacada, y aggadistas como Levi lo citaron con frecuencia.
En sus homilías, Hama trató de transmitir lecciones prácticas. Así, al comentar el mandamiento bíblico: «Seguiréis al Señor vuestro Dios», pregunta: «¿Cómo puede el hombre seguir a Dios, de quien está escrito: «El Señor tu Dios es un fuego consumidor»?» Pero, explica, la Biblia quiere enseñar que el hombre debe seguir los caminos de Dios. «Como Él viste a los desnudos, vosotros vestid a los desnudos». 
Según Hama, la muerte fue infligida a Adán no tanto por su pecado como para evitar que los hombres malvados en el futuro se proclamaran dioses inmortales. 